# Walter Frau
Walter Frau (Ossi, 27 agosto 1965 – Chilivani, 16 agosto 1995) è stato un carabiniere italiano.
Walter Frau nacque a Ossi il 27 agosto 1965 da Costantino e Anna Biancotti. Durante la giovinezza svolse attività nel campo dell'edilizia e si dedicò con molta passione all'attività calcistica. Il 2 febbraio 1983 si arruolò nell'Arma e divenne carabiniere nell'agosto successivo. Dal gennaio del 1988 espletò l'incarico di operatore delle trasmissioni nella Centrale della Legione Piemonte. Il 13 settembre 1992, a domanda, rientrò nella sua isola per l'impiego nella Centrale operativa della Compagnia di Ghilarza ed infine, cinque mesi prima della tragica morte, nel Nucleo Operativo e Radiomobile della Compagnia di Ozieri.
Vittima con il collega Ciriaco Carru del brutale omicidio di Pedesemene, è stato insignito di medaglia d'oro al valor militare.

## Onorificenze

### Riconoscimenti
- Il comune di Ossi, ricordandone la giovanile pratica sportiva, gli ha intestato lo stadio comunale di calcio.
- Il comune di Porto Torres gli ha dedicato una piazza.
- Il comune di Sassari gli ha dedicato una via nel quartiere di Monte Rosello, nei pressi di via Ciriaco Carru.
- Il comune di Stintino gli ha dedicato (insieme al collega Ciriaco Carru) la via dove è sita la locale caserma dei carabinieri.
- Il comune di Olbia gli ha dedicato una via.
- Il comune di Ghilarza gli ha intitolato un campo sportivo.
- Il 111º Corso Carabinieri Effettivi, svolto a Campobasso nell'agosto 2001- luglio 2002 porta il suo nome. Ed anche il 221º corso Carabinieri Ausiliari - Car.S. Walter Frau.
- Il comune di Ossi gli ha intitolato lo stadio comunale.
- Il comune di San Benedetto del Tronto nella località Porto D'Ascoli ha dedicato una via a lui e un'altra al collega.
- Il comune di Villacidro, in data 27 aprile 2023, gli ha intitolato il Comando di Polizia Locale.
- Alla sua memoria e a quella dell'appuntato Ciriaco Carru, è intitolata, dal 23 ottobre 2015, la Caserma sede del Comando Compagnia Carabinieri di Bono.[4]